# St. Hildegard (Berlin)

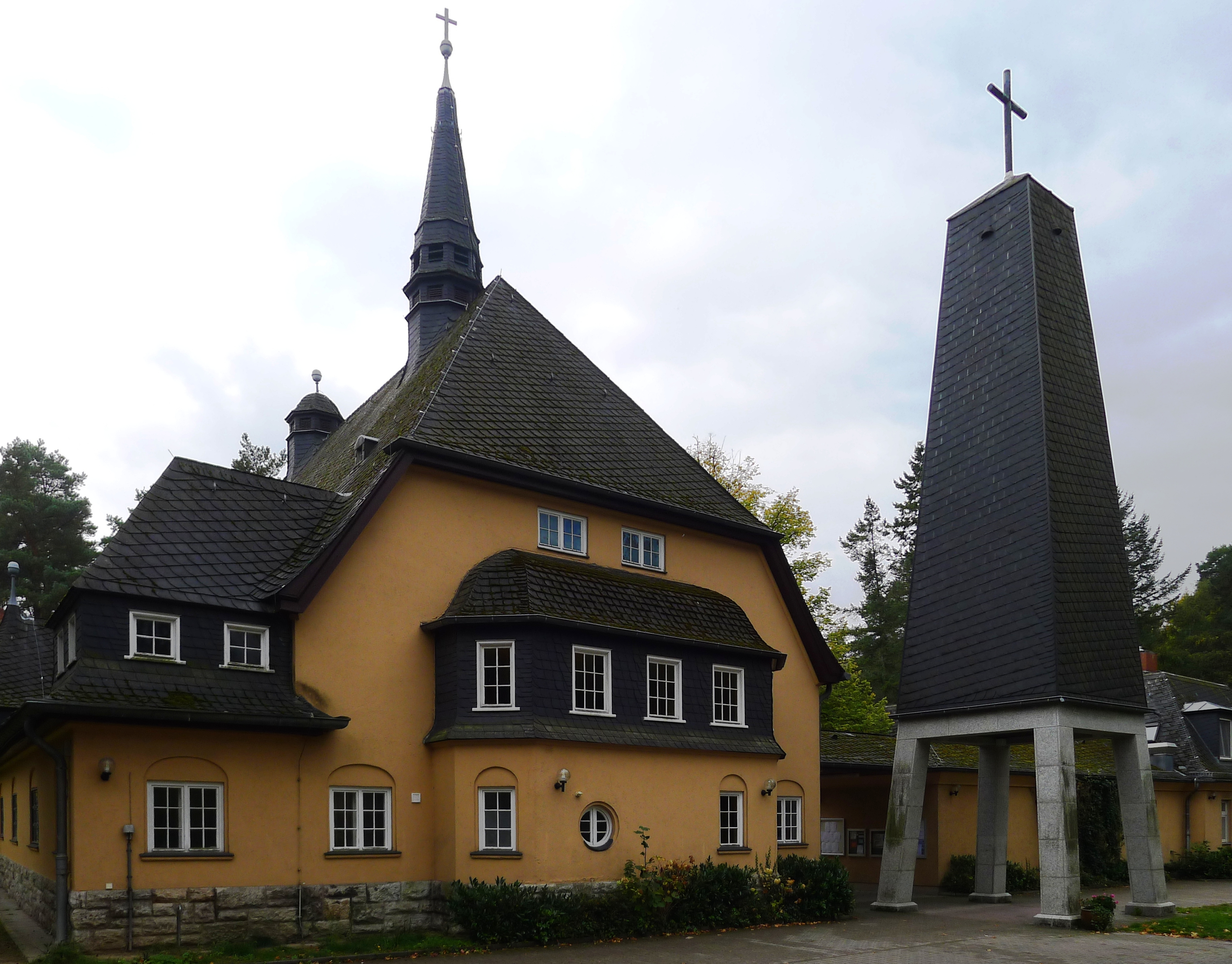
St. Hildegard

Die Kirche St. Hildegard ist eine katholische Kirche in der Senheimer Straße 35 im Berliner Ortsteil Frohnau des Bezirks Reinickendorf. Die zweischiffige Hallenkirche steht unter Denkmalschutz.

## Geschichte
1913 wurde von Paul Poser ein Gebäude als Turnhalle für die Höhere Mädchenschule Frohnau errichtet. Im Ersten Weltkrieg diente das Bauwerk als Lazarett. Die evangelische Landeskirche erwarb 1921 das Gebäude, um darin als Notkirche einen Gottesdienstraum einzurichten. Von ihr übernahm der Berliner Gesamtverband der Katholischen Kirchengemeinden den Bau und ließ ihn durch Carl Kühn von 1936 bis 1940 umgestalten, nachdem für die evangelischen Christen Frohnaus die Johanneskirche gebaut wurde. 1936 erhielten die Frohnauer Katholiken ihren ersten ständigen Geistlichen. Am 31. Januar 1937 wurde die erste Heilige Messe in der neuen Kirche gefeiert und die Kirchengemeinde St. Hildegard wurde zur Kuratie erhoben, zunächst als Tochter von Maria Gnaden in Hermsdorf. Am 8. Januar 1938 wurde die Kirche benediziert und am 13. Oktober 1940 durch Bischof Konrad Graf von Preysing konsekriert. Seit 1941 diente sie als Pfarrkirche.
Am 1. November 2003 haben die Pfarrei St. Hildegard in Berlin-Frohnau, die Kuratie St. Judas Thaddäus in Hohen Neuendorf und die Pfarrei St. Katharinen in Schildow zur Katholischen Kirchengemeinde St. Hildegard fusioniert. Seitdem ist die Kirche St. Hildegard Pfarrkirche der neuen großen Gemeinde.

## Baubeschreibung

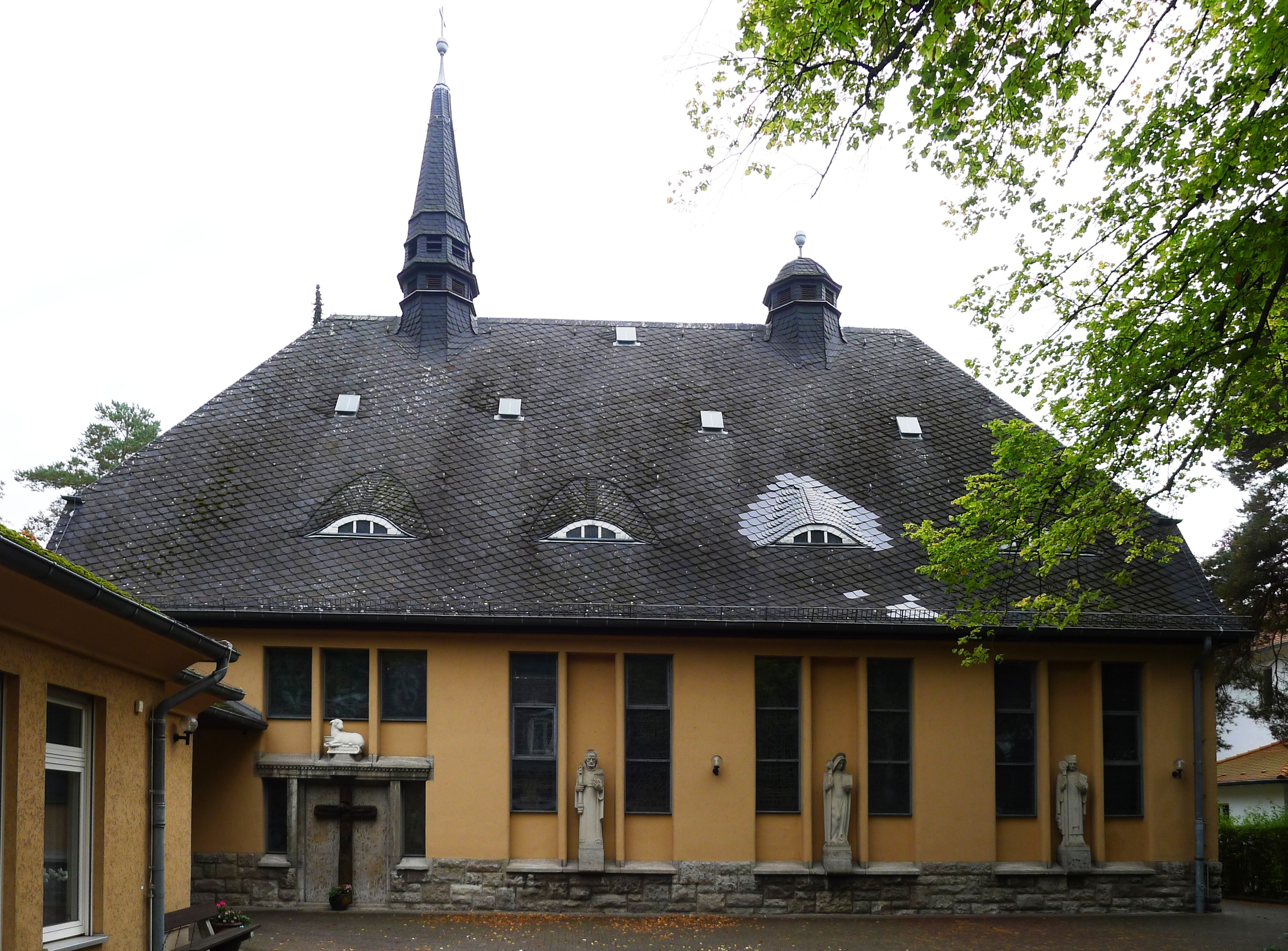
Hofansicht St. Hildegard

Das Kirchengebäude ist ein Bauwerk der durch Heimatschutzarchitektur beeinflussten Reformarchitektur. Der Mauerwerksbau ist über dem Bossenwerk des Sockels verputzt. Das Gebäude trägt ein hohes Walmdach mit zwei Dachreitern in Schieferdeckung, zur Straße ist es bis zur Dachtraufe des Erdgeschosses herabgezogen, hofseitig endet es über den sechs zweigeschossigen Fenstern. Jeweils zwei Fenster sind zusammengefasst, zwischen denen sich eine Wandnische befindet, in der eine Statue steht, links die des Petrus und rechts die des Otto von Bamberg, beide sind die Patrone des Erzbistum Berlin. In der Mitte steht die Statue der Hildegard von Bingen, der Patronin der Kirche.
Im Innern befindet sich unter dem offenen Dachstuhl ein flaches Tonnengewölbe aus Holz. Die Empore für die Orgel ist ebenfalls aus Holz konstruiert. Neben dem Hauptschiff befindet sich ein zu einem Gang reduziertes niedriges Seitenschiff. Im Bereich des Altarraums öffnet es sich zu einer schmalen und niedrigen Kapelle auf polygonalem Grundriss.
Außen steht als freistehender Glockenturm ein Campanile, der jedoch nicht die Höhe der Kirche erreicht.

## Glocken
Im Campanile hängt ein Geläut aus drei Gussstahlglocken, gegossen vom Bochumer Verein.
| Schlagton | Gewicht | Durchmesser | 0Höhe0 | Inschrift |
| --------- | ------- | ----------- | ------ | --- |
| cis′      | 1800 kg | 129 cm      | 95 cm  | UND HANDELN SOLLST DU, SO ALS HINGE VON DIR UND DEINEM TUN ALLEIN DAS SCHICKSAL AB DER DEUTSCHEN DINGE, UND DIE VERANTWORTUNG WAR DEIN. |
| fis′      | 1300 kg | 108 cm      | 80 cm  | LASS DEINEN GLAUBEN DIR NICHT RAUBEN TROTZ ALLEM WAS GESCHEHEN.                                                                         |
| ais′      | 0640 kg | 096 cm      | 70 cm  | DU SOLLST AN DEUTSCHLANDS ZUKUNFT GLAUBEN AN DEINES VOLKES AUFERSTEHEN.                                                                 |

## Ausstattung
- Sechs Fenster mit Szenen aus dem Leben der Heiligen Hildegard.
- Vier Skulpturen der Bildhauerin Frieda Winkelmann, die Mutter Gottes, eine Pietà, der Heilige Antonius und der Heilige Franziskus.
- Kreuzweg in expressionistischen Zügen von Breininger.
- Altarraumausstattung von Paul Brandenburg.
- Altar aus Travertin.
- Altarbild aus der zweiten Hälfte des 18. Jahrhunderts aus der St. Hedwigs-Kathedrale, 1946 durch Seitenbilder von Pfeiffer zum Triptychon ergänzt.
- Reliquie der heiligen Hildegard von Bingen.
- Andachtskreuz und Türportal des „Herrgottschnitzers von Frohnau“ – Johannes Lotter.
- pneumatische Sauer-Orgel, die „kleine Schwester“ der Kathedralorgel zu St. Hedwig.